# Ingalls (Indiana)
Ingalls é uma cidade  localizada no estado americano de Indiana, no Condado de Madison.

## Demografia
Segundo o censo americano de 2000, a sua população era de 1168 habitantes.
Em 2006, foi estimada uma população de 1585, um aumento de 417 (35.7%).

## Geografia
De acordo com o United States Census Bureau tem uma área de
1,8 km², dos quais 1,8 km² cobertos por terra e 0,0 km² cobertos por água. Ingalls localiza-se a aproximadamente 262 m acima do nível do mar.

## Localidades na vizinhança
O diagrama seguinte representa as localidades num raio de 16 km ao redor de Ingalls.